# Molibdat de sodi
El molibdat de sodi és un compost inorgànic, del grup de les sals, que està constituït per anions molibdat {\displaystyle {\ce {MoO4^{2-}}}} i cations sodi {\displaystyle {\ce {Na+}}}, la qual fórmula química és {\displaystyle {\ce {Na2MoO4}}}. En petites quantitats s'empra com additiu alimentari i en fertilitzants per prevenir o suplir la manca de molibdè, un bioelement secundari.

## Propietats
Es presenta en forma de pols blanca o incolora. Cristal·litza en el sistema cúbic. Té una densitat de 3,78 g/cm³ i el seu punt de fusió és de 687 °C. És soluble en aigua (84 g en 100 g d'aigua) i augmenta amb la temperatura. Forma dos hidrats, el dihidrat {\displaystyle {\ce {Na2MoO4*2H2O}}}, estable entre 10 °C i 100 °C, i el decahidrat {\displaystyle {\ce {Na2MoO4*10H2O}}}, estable per sota dels 10 °C.

## Obtenció
El molibdat de sodi se sintetitzà per primera vegada pel mètode d'hidratació. Una síntesi millor es duu a terme mitjançant la dissolució d'òxid de molibdè(VI) {\displaystyle {\ce {MoO3}}} en una dissolució aquosa d'hidròxid de sodi a 50-70 °C i la cristal·lització del producte filtrat.

{\displaystyle {\ce {MoO3 + 2 NaOH -> Na_2MoO_4*2H_2O}}}
La sal anhidra es prepara escalfant a 100 °C.

## Aplicacions
S'empra com a reactiu en química analítica, en la producció de pigment per a pintures, com a inhibidor de la corrosió, com additiu en fertilitzants i aliments per ser font de molibdè que és un micronutrient.